# 職業能力開発校
職業能力開発校（しょくぎょうのうりょくかいはつこう）とは、普通職業訓練で長期間及び短期間の訓練課程のものを行うための施設である。職業能力開発促進法に規定されている公共職業能力開発施設の一つであり、学校教育法に規定する学校（一条校）や専修学校・各種学校ではない。かつては職業訓練校と呼ばれ、「職訓」の略称で呼ばれることも多かった。

## 設置者
都道府県は、職業能力開発校を設置しなければならない。市町村は設置できる。国や独立行政法人高齢・障害・求職者雇用支援機構は設置しない。
一方、厚生労働省令で定める基準に適合すると都道府県知事から認定された事業主等は、認定職業訓練による職業訓練施設として設置できる。この場合、公共職業能力開発施設の名称の使用制限の例外として、職業能力開発校という名称の使用が許されている。

## 沿革
- 1947年（昭和22年） - 職業安定法が制定され、職業補導所が規定される[3]。
- 1949年（昭和24年） - 職業安定法が改正され、公共職業補導所となる。
- 1958年（昭和33年） - 旧職業訓練法が制定され、一般職業訓練所となる[4]。
- 1969年（昭和44年） - 職業訓練法が制定され、専修職業訓練校となる[5]。都道府県は、高等職業訓練校を設置できるようになる[6]。
- 1978年（昭和53年） - 職業訓練法が改正され、専修職業訓練校と高等職業訓練校は、職業訓練校となる[7]。
- 1993年（平成5年） - 職業能力開発促進法に規定された職業能力開発校となる[8]。

## 都道府県による呼称の違い
都道府県立の職業能力開発校は166校あるが、以下のようにさまざまな名称が使われている。
以下の分類は校名別による。
- 専門校 - 最も多い名称であるが、「専門校」を規定する法令はない。
  - 技術専門校 - 省略表現として、「技専」「高技専」「高等技専」などの呼称もある。
    - 技術専門校（秋田県、長野県、静岡県（愛称: テクノカレッジ））
    - 産業技術専門校（栃木県、群馬県、石川県、愛媛県、宮崎県）
    - 高等技術専門校（青森県、岩手県、宮城県、埼玉県、千葉県（愛称: ちばテク）、山梨県、岐阜県、愛知県、滋賀県（愛称: テクノカレッジ）、京都府、奈良県、鳥取県、岡山県、広島県、福岡県、長崎県、熊本県、大分県、鹿児島県）
    - 高等職業技術専門校（大阪府）

  - 職業能力開発専門校（山形県）

- センター
  - 職業能力開発センター（岩手県、山形県、栃木県、埼玉県、東京都）
  - キャリアアップセンター（千葉県）
  - 竹工芸・訓練支援センター（大分県）
  - 労政・女性就業センター（沖縄県）

- 学院
  - 技術専門学院
    - 技術専門学院（富山県）
    - 産業技術専門学院（茨城県、福井県、和歌山県）
    - 高等技術専門学院（北海道、兵庫県（愛称: 技術大学校））

  - 工科学院（青森県）
  - 佐賀県立産業技術学院（佐賀県）

- スクール
  - テクノスクール（新潟県、徳島県）
  - 木工芸術スクール（岐阜県）

- 技術学校
  - 高等技術学校（三重県、香川県、高知県）
  - 高等産業技術学校（山口県）

- 技術校
  - 職業技術校
    - 総合職業技術校（神奈川県（愛称: かなテクカレッジ））
    - 高等職業技術校（神奈川県）

  - 高等技術校（島根県（愛称: テクノスクール））

- 「職業訓練校」または「職業能力開発校」を正式校名とする施設
  - 職業訓練校（静岡県）
  - 職業能力開発校（福島県、岐阜県、沖縄県）

## 市町村による職業能力開発校
市町村立の職業能力開発校は、2009年（平成21年）現在、以下の1校である。
- 横浜市中央職業訓練校（神奈川県横浜市）

## 民間による認定職業訓練の施設
多くの施設が全国にあり、以下はその一例である。詳しくは、認定職業訓練#外部リンクを参照。
- 計装技術職業能力開発校（三興グループ（株式会社三興、他））
- 職業能力開発校木匠塾（職業訓練法人木匠職業訓練協会）
- トヨタ工業学園（トヨタ自動車株式会社）
- オンテックス・テクニカルスクール（株式会社オンテックス）
- 日本メンズ美容専門校（一般社団法人日本メンズ美容協会）
- 大成職業訓練校（大成株式会社）
- INAX建築技術専門校（株式会社LIXIL）

## 題材にした作品
- 『無職の学校〜職業訓練校での200日間〜』 - 清家孝春の漫画